# Hans Orlowski
Hans Otto Orlowski (Insterburg, 1º marzo 1894 – Berlino, 3 maggio 1967) è stato un pittore e incisore tedesco.

## Biografia
Nacque ad Insterburg, nella Prussia Orientale (oggi Černjachovsk, Russia); fu allievo, a Berlino, di Harald Bengen tra il 1911 ed il 1915, ed in seguito di Philipp Franck tra il 1918 ed il 1919.
Dopo la prima guerra mondiale entrò nella secessione berlinese. Dopo un viaggio a Parigi nel 1924, si allontanò dall'espressionismo delle sue prime opere, che distrusse di sua mano, creando uno stile proprio non incasellabile in una categoria. Dal 1921 al 1945 insegnò alla Scuola d'arte del Kunstgewerbemuseum, in seguito pittura su parete e su vetro all'Istituto superiore delle arti figurative, entrambe a Berlino.
Fu autore di numerosissime incisioni ed illustrazioni, e sue opere sono state esposte in numerose mostre tanto in Germania quanto all'estero, ed in particolare in Gran Bretagna, Stati Uniti d'America e Francia.

## Premi e riconoscimenti
- 1954: Kunstpreis Berlin – Jubiläumsstiftung 1848/1948[3]
- 1963: Kulturpreis der Landsmannschaft Ostpreußen[4]